# Calibre (menuiserie)
Pour les articles homonymes, voir Calibre.
Note. Cliquez sur le lien correspondant pour transférer rapidement le mot : nom commun, adjectif, verbe ou autre.
Depuis l’activation de la fonction Special:Import, il est vivement recommandé  de contacter un administrateur du Wiktionnaire pour procéder à l’importation de la page ainsi que de tout l’historique vers ce dernier.
Un calibre, en maçonnerie, est une courbe ou un modèle servant à tracer un cintre. Il s'agit d'une planche sur le champ de laquelle on a découpé les membres d'architecture qu'on veut exécuter en plâtre aux entablements, corniches de plafonds, plinthes et tous ouvrages en plâtre qui se traînent. Ce calibre se monte sur un morceau de bois que l'on nomme sabot, sur le devant duquel est une rainure entrant dans une règle, et qui sert de guide au calibre.